# Athrips patockai
Athrips patockai — вид лускокрилих комах з родини виїмчастокрилі молі (Gelechiidae).

## Поширення
Вид поширений у Східній Європі (Словенія, Словаччина, Румунія, Україна, південь Росії).

## Спосіб життя
Личинки живляться таволгою середньою (Spiraea media).